# فنیل‌استیل‌کربیونول
فنیل‌استیل‌کربیونول (به انگلیسی: Phenylacetylcarbinol) با فرمول شیمیایی C۹H۱۰O۲ یک ترکیب شیمیایی با شناسه پاب‌کم ۹۲۷۳۳ است. که جرم مولی آن ۱۵۰٫۱۷۴ g/mol می‌باشد. شکل ظاهری این ترکیب، پودر است.